# Gouinia guatemalensis
Gouinia guatemalensis là một loài thực vật có hoa trong họ Hòa thảo. Loài này được (Hack.) Swallen mô tả khoa học đầu tiên năm 1934.